# Widzew Łódź (futsal)
Widzew Łódź (w latach 2011–2020 Malwee Łódź) – polski klub futsalowy występujący w sezonie 2024/2025 w Ekstraklasie.

## Historia
Za:
Malwee Łódź został założony w 2011 roku. 3 lata później zadebiutował w rozgrywkach I ligi, gr. północnej. W nich Malwee zajął ostatnie miejsce, jednak utrzymał się w związku z wycofaniem się Unikatu Osiek z rozgrywek po zakończeniu sezonu. W następnych sezonach spędzonych w I lidze Malwee zajmował pozycje w dolnej części tabeli.
Przed sezonem 2020/2021 na bazie Malwee Łódź powstała sekcja futsalowa Widzewa Łódź. W debiutanckim sezonie pod nową nazwą klub zajął 4. miejsce, natomiast sezon później wywalczył awans do Ekstraklasy. W historycznym sezonie w Ekstraklasie Widzew zajął 9. pozycję, natomiast sezon później zakończył pozycję wyżej, co pozwoliło pierwszy raz w historii wziąć udział w fazie play-off o mistrzostwo Polski.

## Bilans ligowy
| sezon     | liga                   | poziom ligowy | miejsce | punkty | bramki  | uwagi |
| --------- | ---------------------- | ------------- | ------- | ------ | ------- | ----- |
| 2014/2015 | I liga, gr. północna   | II            | 10/10   | 6      | 47:106  | [ a ] |
| 2015/2016 | I liga, gr. północna   | II            | 12/12   | 10     | 69:127  |       |
| 2016/2017 | I liga, gr. południowa | II            | 10/11   | 17     | 61:86   |       |
| 2017/2018 | I liga, gr. południowa | II            | 10/12   | 19     | 72:105  |       |
| 2018/2019 | I liga, gr. północna   | II            | 8/12    | 28     | 69:95   |       |
| 2019/2020 | I liga, gr. północna   | II            | 11/11   | 8      | 43:84   |       |
| 2020/2021 | I liga, gr. północna   | II            | 4/14    | 48     | 95:76   |       |
| 2021/2022 | I liga, gr. północna   | II            | 1/12    | 59     | 130:49  | awans |
| 2022/2023 | Ekstraklasa            | I             | 9/16    | 33     | 69:98   |       |
| 2023/2024 | Ekstraklasa            | I             | 8/16    | 43     | 105:107 | [ b ] |
| 2024/2025 | Ekstraklasa            | I             | 8/16    | 38     | 91:116  | [ b ] |